# Алфёрово (деревня, Чеховский район)
Алфёрово — деревня в Чеховском районе Московской области, в составе муниципального образования сельское поселение Стремиловское (до 28 февраля 2005 года входила в состав Стремиловского сельского округа), деревня связана автобусным сообщением с райцентром и соседними населёнными пунктами.

## История
Деревня известна как минимум с начала XVIII века, когда она принадлежала помещикам Епишковым и входила в состав Серпуховского уезда.

## Население
| 2002 | 2006 | 2010 |
| ---- | ---- | ---- |
| 22   | ↗26  | ↘7   |

## География
Алфёрово расположено примерно в 17 км на северо-запад от Чехова, на запруженной реке Бобровке (правый приток реки Лопасни), высота центра деревни над уровнем моря — 175 м. На 2016 год Аксенчиково, фактически, дачный посёлок — при 7 жителях в деревне 10 улиц и 1 садоводческое товарищество.